# Охара

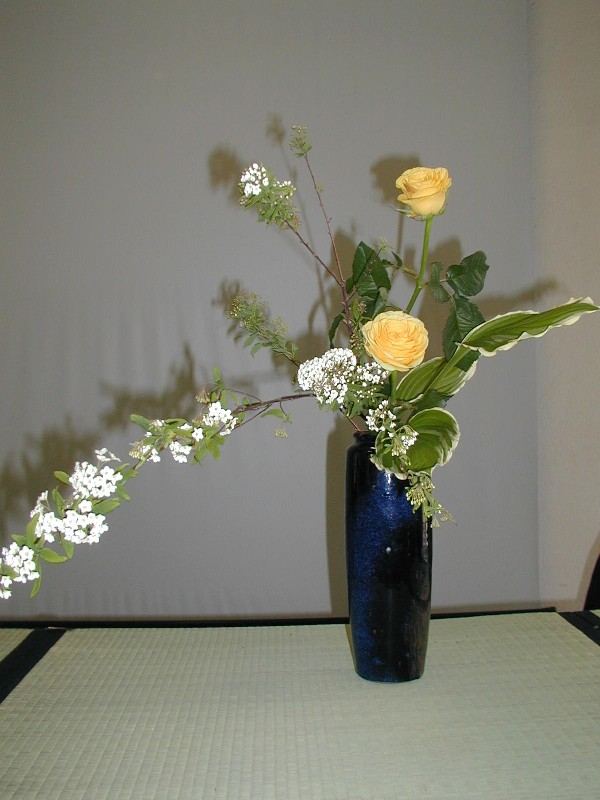
Икэбана. Стиль Хейка

Охара — одно из направлений икебаны.

## История
Школа Охара, основанная в 1897 году, привнесла в икебану новый стиль — морибана. Отличие стиля морибаны — растение устанавливаются на плоских низких вазах с использованием металлических наколок (кензанах). Основатель школы Охара — Унсин Охара.

## Стили
- Морибана — икебана на низких плоских вазах или подносах, в которых может содержатся вода. Для установки растений в посуде используются металлические наколки (кензан) или тяжелые металлические держатели с открытыми гнездами (сиппо).
- Хейка — икебана в высоких вазах с узкой горловиной, растения устанавливаются опираясь на край ваз. Если требуются установить ветки и стебли в другом положении, то применяют несложные деревянные подпорки.